# Gabriel Ödmann
Gabriel Ödmann, född 26 september 1706 i Jönköping, död 22 december 1787 i Hjälmseryds församling, Jönköpings län, var en svensk präst.

## Biografi
Gabriel Ödmann föddes 1706 i Jönköping. Han var son till tenngjutaren Lorentz Persson Ödmann och Christina Israelsdotter Häger. Ödmann blev 1711 student vid skolan i Jönköping och 1726 student vid Uppsala universitet. Han orerade vid universitetet 1735 och blev konsistorienotarie i Växjö 1743. Ödmann blev 1762 kyrkoherde i Hjälmseryds församling och 1766 kontraktsprost i Västra härads kontrakt. År 1775 var han predikant vid prästmötet. Ödmann avled 1787 i Hjälmseryds församling.

### Familj
Ödmann gifte sig första gången med Anna Christina Ladau (död 1748). Hon var troligen av tysk börd och änka efter sergeanten Johan Niclas Rabe i Uppsala.
Ödmann gifte sig andra gången 20 september 1748 med Catharina Wiesel (1729–1782). Hon var dotter till kyrkoherden Samuel Wiesel i Vislanda församling. De fick tillsammans barnen Margareta Christina Ödmann (född 1749) som var gift med kyrkoherden Johan Fovelin i Barkeryds församling, professorn Samuel Ödmann (1750–1829) i Uppsala, Anna Helena Ödmann (1752–1836) som var trolovad med komministern Noach Sörman i Virestads församling, häradshövdingen Gabriel Ödmann (1754–1829) i Hälsingland, bokhållaren Elias Ödmann (1756–1796) vid krigskollegium, Catharina Maria Ödmann (född 1758) som var gift med kyrkoherden Joh. Gustaf Ingelman i Göteryds församling, Ulrica Sophia Ödmann (född 1760) som var gift med häradsskrivaren Wettermark i Tveta härad, Peter Olof Ödmann (1762–1762), rådmannen Bengt Israel Ödmann (1763–1803) i Söderhamn, Anders Johan Ödmann (1765–1773), Herman Ödmann (1770–1794) och amanuensen Carl Ödmann (1773–1834).